# 科利佐沃 (新西伯利亚州)
科利佐沃（羅馬化：Kolʹtsovo）是俄罗斯新西伯利亚州的工人村（市级镇），具有科学城地位。地处新西伯利亚州东部，位于鄂毕河流域伊尼亚河一支流扎博布里哈河（Забобуриха）畔，在州府新西伯利亚东偏南侧。俄罗斯国家病毒学与生物技术研究中心位于该镇。
行政区划上，科利佐沃属于州辖工人村；市政框架下则形成同名城市区（городской округ）。该地2021年人口有17,489人；2010年人口12,319；2002年人口9,570；1989年人口7,946。